# 1858
1858 (MDCCCLVIII) fue un año común comenzado en viernes según el calendario gregoriano.

## Acontecimientos

### Enero
- 21 de enero: Benito Juárez asume la presidencia de México como su vigesimosexto presidente.
- 23 de enero: Félix María Zuloaga asume la presidencia de México como su vigesimoséptimo presidente.

### Febrero
- 1 de febrero: se produce en Quinteros, Río Negro, Uruguay, el fusilamiento del general colorado César Díaz y sus partidarios, lo que da fin a la Revolución de 1858. El episodio es conocido como la "Hecatombe de Quinteros".
- 11 de febrero: en Lourdes (Francia), la joven pastora Bernadeta Sobirós (1844-1879) dice que la Virgen María se le apareció y le habló.
- 21 de febrero: la Ciudad de Corinto es destruida por un fuerte temblor de tierra.

### Marzo
- 15 de marzo: en España se inaugura oficialmente la línea ferroviaria Madrid-Alicante.

### Abril
- 9 de abril: en Japón se registra un terremoto de 7,1 que deja 300 fallecidos.

### Mayo
- 22 de mayo: Se promulga la Constitución de la Confederación Granadina, marcada por el inicio del federalismo en la actual Colombia.

### Julio
- 1 de julio: se presenta en la Sociedad Linneana de Londres la comunicación de Charles Darwin y Alfred Russel Wallace estableciendo los principios de la teoría de la evolución mediante la selección natural.

### Agosto
- 15 de agosto: en la provincia de Santa Fe (Argentina) se funda la localidad de San Jerónimo Norte.
- 18 de agosto: primeras comunicaciones por cable submarino entre Europa y América.
- 24 de agosto: en Birmania se registra un terremoto de 8,3 que causa graves daños.

### Septiembre
- 27 de septiembre: en la provincia de Santa Fe (Argentina) se funda la Colonia San Carlos.

### Octubre
- 2 de octubre: en San Diego (California) se registra el único huracán conocido en la historia de la costa del Pacífico en EE. UU.
- 21 de octubre: en París, Francia, se estrena la ópera Orfeo en los infiernos de Jacques Offenbach.

### Noviembre
- 2 a 17 de noviembre: en Grenoble (Francia) sucede una inundación. A pesar de los cuantiosos daños, fallecen pocas personas.[1]

### Diciembre
- 15 de diciembre: en Weimar (Alemania) se realiza el escandaloso estreno de la ópera El barbero de Bagdad, de Peter Cornelius (1824-1874), bajo la batuta de Franz Liszt (1811-1886). Durante la representación se produce una fuerte protesta contra el húngaro, quien presenta pocas horas después su dimisión como kapell meister de la corte de Weimar.
- 24 de diciembre: Manuel Robles Pezuela asume la presidencia de México como su vigesimoctavo presidente.
- 29 de diciembre: en Madrid (España) se constituye la "Compañía de los Ferrocarriles del Norte de España" para la construcción de la línea Madrid-Irún.

### Fechas desconocidas
- Tratado de Aigun: China cede a Rusia gran parte de Manchuria, configurando la frontera actual entre estos dos países.
- España: se aprueba el Proyecto de Reforma Interior y Ensanche de Barcelona.
- España: Fernando de la Puente y Primo de Rivera, al tomar posesión como arzobispo de Burgos, funda el Boletín Oficial del Arzobispado de Burgos.
- Julius Plücker descubre los rayos catódicos.
- Se construye el Big Ben en Londres.

## Nacimientos

### Enero
- 2 de enero: Beatrice Webb, economista e intelectual socialista británica (f. 1943).
- 2 de enero: Constance Lloyd, escritora y esposa de Oscar Wilde (f. 1898).
- 17 de enero: Tomás Carrasquilla, escritor colombiano (f. 1940).

### Marzo
- 11 de marzo: William Cassels, misionero anglicano británico (f. 1925).
- 18 de marzo: Rudolf Diesel, ingeniero alemán (f. 1913).
- 23 de marzo: Ludwig Quidde, historiador y pacifista alemán, premio Nobel de la Paz en 1927 (f. 1941).

### Abril
- 4 de abril: Remy de Gourmont, novelista, crítico de arte y periodista francés (f. 1915).
- 15 de abril: Émile Durkheim, sociólogo francés (f. 1917).
- 23 de abril: Max Planck, físico alemán, premio Nobel de Física en 1918 (f. 1944).

### Julio
- 9 de julio: Franz Boas, antropólogo alemán (f. 1942).
- 21 de julio: María Cristina de Habsburgo-Lorena, princesa austriaca, reina consorte de España (f. 1929).

### Agosto
- 11 de agosto: Christiaan Eijkman, fisiólogo neerlandés, premio Nobel de Medicina en 1929 (f. 1930).
- 29 de agosto: Salomón Reinach: pionero en la investigación filología clásica y la arqueología francesa (f. 1932).

### Septiembre
- 7 de septiembre: Marietta de Veintemilla, política, escritora y terrateniente ecuatoriana. (f. 1907).
- 19 de septiembre: Lisandro Alvarado, médico, naturalista, historiador, etnólogo y lingüista venezolano (f. 1931).

### Octubre
- 5 de octubre: Enrique de Battenberg, noble británico (f. 1896).
- 13 de octubre: Cleto González Víquez, presidente costarricense (f. 1937).
- 27 de octubre: Theodore Roosevelt, político estadounidense y 26° presidente desde 1901 hasta 1909 (f. 1919).

### Noviembre
- 20 de noviembre: Selma Lagerlöf, escritora sueca, premio Nobel de Literatura en 1909 (f. 1940).

### Diciembre
- 22 de diciembre: Giacomo Puccini, compositor italiano (f. 1924).

### Fechas desconocidas
- Vaman Shivram Apte, sanscritólogo y lexicógrafo indio (f. 1892).
- Fausto Dávila, abogado, político y militar hondureño (f. 1928).
- Joseph Maxwell, abogado, médico y psíquico francés (f. 1938).[2]

## Fallecimientos

### Enero
- 5 de enero: Joseph Radetzky von Radetz, general austríaco (n. 1766).

### Febrero
- 5 de febrero: Álvaro Dávila y Adorno, marqués de Villamarta-Dávila, marqués de Mirabal y Conde de Villafuente Bermeja, aristócrata español (n. 1808).

### Abril
- 20 de abril: Felipe Senillosa, ingeniero, docente, investigador, agrimensor y político argentino de origen español. (n. 1783).

### Mayo
- 10 de mayo: Aimé Bonpland, naturalista, médico y botánico argentino de origen francés (n. 1773).
- 21 de mayo: José de la Riva-Agüero, militar y presidente peruano (n. 1783).

### Junio
- 3 de junio: Julius Reubke, compositor, pianista y organista alemán (n. 1834).
- 10 de junio: Robert Brown, botánico británico.

### Julio
- 5 de julio: Valentín Gómez Farías, presidente mexicano (n. 1781).

### Noviembre
- 12 de noviembre: Alois II, príncipe liechtensteiniano